# 1847 au théâtre
| Années du théâtre : 1844 - 1845 - 1846 - 1847 - 1848 - 1849 - 1850    |
| Décennies du théâtre : 1810 - 1820 - 1830 - 1840 - 1850 - 1860 - 1870 |

## Événements
- 20 février : Inauguration du Théâtre-Historique, une salle commanditée par l'écrivain Alexandre Dumas avec l'aide du duc de Montpensier, fils de Louis-Philippe Ier, afin de promouvoir les adaptations théâtrales de ses romans, avec une représentation de La Reine Margot, pièce-fleuve en douze actes de Dumas et Auguste Maquet.

## Pièces de théâtre représentées
- 7 mars : Brûlons Voltaire ! d'Eugène Labiche, Paris, Théâtre du Gymnase.
- 24 avril : L'Avocat pédicure d'Eugène Labiche, Paris, Théâtre du Palais-Royal.
- 18 août : La Belle aux Cheveux d'Or, féérie des Frères Cogniard, Paris, Théâtre de la Porte-Saint-Martin.
- 27 novembre : Un caprice d'Alfred de Musset, Paris, Comédie-Française.
- décembre : Une dernière conquête de Joseph-Bernard Rosier, Paris, théâtre des Variétés, avec Lafont dans le rôle du baron, et Mlle Marquet dans le rôle d'Hélène.
- 29 décembre : L'Art de ne pas donner d'étrennes d'Eugène Labiche, Paris, Théâtre du Gymnase.

## Décès
- 20 mars : Anne-Françoise-Hippolyte Boutet, dite Mademoiselle Mars, actrice française, sociétaire de la Comédie-Française, née le 9 février 1779.
- 18 avril : Alberto Nota, dramaturge italien, né le 15 novembre 1775.
- 28 août : Eugène Bourgeois, dramaturge français, né le 12 mars 1818.